# Burg Rohreck
Die Burg Rohreck ist eine abgegangene Höhenburg auf einer Bergnase am Nordhang des Tiefenbachs im Flurbereich Burghalde 700 Meter westlich von Rohracker, einem heutigen Stadtteil von Stuttgart in Baden-Württemberg.

## Geschichte
Die Burg wurde zwischen 1220 und 1270 von den Herren von Bernhausen erbaut und 1286 erstmals erwähnt. Ein Zweig der Familie von Bernhausen nannte sich von Rohreck. 1286 werden Wolfram von Rohreck und sein gleichnamiger Sohn genannt. Burg Rohreck blieb als Stammsitz bis ins 14. Jahrhundert Wohnsitz der Herren von Rohreck. 1365 verkaufte Johannes von Bernhausen, der die Burg wohl nach dem Aussterben seiner Verwandten erworben hatte, die Burg und das Dorf Rohracker 1365 an Graf Eberhard II. von Württemberg. Wahrscheinlich zerstörten die Württemberger die Anlage oder ließen sie verfallen. 1474 wird die Burg, von der keine Reste erhalten sind, nur noch als Burgstall genannt. Im 17. Jahrhundert waren noch oberirdische Reste vorhanden. 1624 erwähnt Johannes Oettinger in seinem Landbuch noch den alten Burgstall, daran noch etlich Gemäuer und der Grab(en) zu sehen.

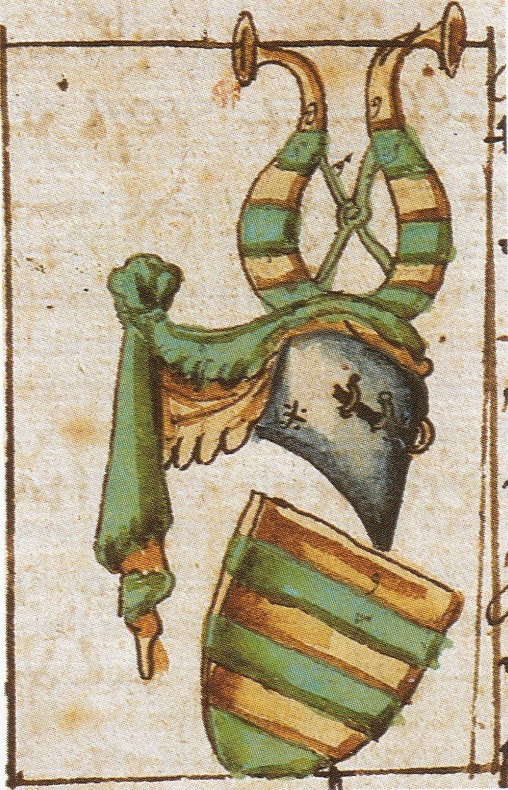
Wappen derer von Bernhausen
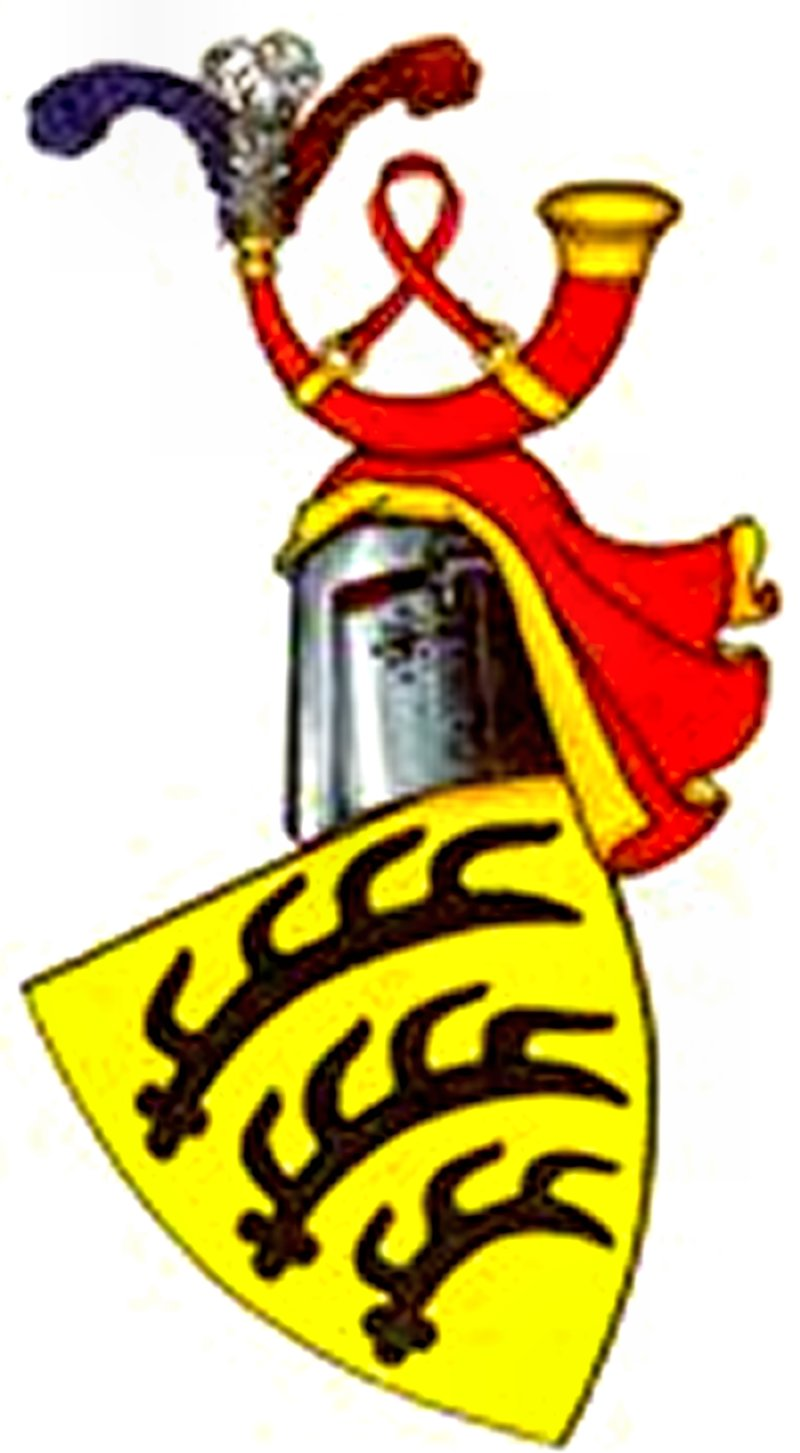
Grafen von Württemberg